# Paul Hervieu
Paul Ernest Hervieu (Neuilly-sur-Seine, 2 settembre 1857 – Parigi, 25 ottobre 1915) è stato uno scrittore e commediografo francese, autore di numerosi testi teatrali di grande successo nella Parigi dei primi anni del XX secolo.

## Biografia
Proveniente da una famiglia di estrazione borghese, dopo aver compiuto gli studi al Lyceé Condorcet di Parigi fu indirizzato alla carriera di avvocato che iniziò a praticare a partire dal 1877. Dopo essersi qualificato per la carriera diplomatica fu assegnato alla legazione francese a Città del Messico, ruolo dal quale rassegnò le dimissioni nel 1881 per dedicarsi definitivamente alla scrittura. Iniziò a frequentare numerosi salotti letterari, primo fra tutti quello di Geneviève Halévy, dove ebbe modo di conoscere scrittori come Marcel Proust, Paul Bourget, Henri Meilhac, Ludovic Halévy e Guy de Maupassant.
Nel 1883 pubblicò la sua prima opera, il racconto Diogène le Chien, che venne ben accolta da Guy de Maupassant; in questo stesso periodo iniziò a collaborare per numerosi giornali e riviste con piccoli articoli e racconti.
A partire dal 1883 iniziò la sua grande amicizia con lo scrittore e giornalista Octave Mirbeau, di cui divenne uno dei maggiori collaboratori nella rivista settimanale Les Grimaces, al fianco di Alfred Capus ed Étienne Grosclaude, e sulle pagine della quale si schierò nell'affare Dreyfus in posizioni contrarie all'antisemitismo che imperversava tra gli altri collaboratori della rivista così come negli scritti di Mirbeau, facendo sfumare così la sua candidatura come membro dell'Académie française, candidatura che ottenne tuttavia nel 1900 alla morte di Édouard Pailleron.
Nel 1890 fu rappresentata la sua prima opera teatrale, Point de Lendemain, ispirata ad un'opera di Vivant Denon.
Morì nel 1915 e fu sepolto presso il cimitero di Passy.

## Opere

### Romanzi
- Diogène le Chien, racconto, 1882
- La Bêtise parisienne : Choses de l'amour, Insinuations psychologiques, Curieux usages, Croquis, du Costume féminin. 1882
- Les Yeux verts et les yeux bleus, racconti, 1886
- L'Alpe homicide, racconti, 1886
- L'Inconnu (trad. it. L'Ignoto), 1887
- Deux Plaisanteries : Histoire d'un duel, Aux Affaires étrangères, 1888
- Flirt, 1890
- L'Exorcisée, 1891
- Peints par eux-mêmes, roman par lettres, 1893
- Œuvres : Diogène le Chien, l'Esquimau, Argile de femme, Une scène de collège, Krab, la Matrone adultère, Attentat à la pudeur, Guignol, Prologue de l'Incendie de Sodome, Peints par eux-mêmes, 2 volumi, 1894-1898
- L'Armature, 1895
- Le Petit Duc. Figures falotes et figures sombres, 1896
- Le Bienheureux du Val de Pralognan, 1921

### Teatro
- Les Paroles restent, 1892
- Point de lendemain, adaptation en un acte et deux tableaux du conte de Vivant Denon, 1895
- Les Tenailles, 1895
- La Loi de l'homme, 1897
- La Course du flambeau, 1901
- L'Énigme, 1901
- Théroigne de Méricourt, 1902
- Le Dédale, 1903
- Le Réveil, 1905
- Modestie, 1908
- Connais-toi, 1909
- Bagatelle, 1912
- Le Destin est maître, 1914